# Vandeleuria
Vandeleuria é um gênero de roedores da família Muridae.

## Espécies
- Vandeleuria nilagirica Jerdon, 1867
- Vandeleuria nolthenii Phillips, 1929
- Vandeleuria oleracea (Bennett, 1832)